# TheSoul Publishing
TheSoul Publishing, TSP – przedsiębiorstwo zajmujące się produkcją i publikacją filmów poprzez media internetowe: YouTube, Facebook, TikTok; TheSoul Publishing wyewoluowała z przedsiębiorstwa rosyjskiej AdMe założonej w 2004 w Kazaniu. AdMe skupiała się na reklamie cyfrowej i dystrybucji treści. W 2016 jej założyciele – Paweł Radajew i Marat Muchametow – przenieśli siedzibę na Cypr. Latem 2018 TSP otwarła filie w Stanach Zjednoczonych i Wielkiej Brytanii, które są zarządzane z siedziby na Cyprze. Na koniec roku 2020 przedsiębiorstwo posiada ponad 50 stron na Facebooku oraz ponad 100 kanałów na YouTube publikując treści w 19 językach, w tym: angielskim, polskim, hiszpańskim, portugalskim, francuskim, rosyjskim, arabskim, koreańskim, włoskim, niemieckim, japońskim czy chińskim. Na swoich profilach na Facebooku przedsiębiorstwo posiada ponad 350 milionów obserwujących a na YouTube ponad 500 milionów subskrybentów osiągając w 2020 roku według badań TubularLab trzeci co do wielkości zasięg na YouTube pod względem liczby wyświetleń i liczby subskrybentów  – wyprzedziły go jedynie Disney i WarnerMedia.
Większość produkcji TSP stanowią materiały video typu clickbait z treściami typu rozrywkowego, śmiesznymi filmami, materiałami do-it-yourself oraz ciekawostkami z licznych dziedzin życia. By zwiększyć zasięgi filmów firma manipuluje algorytmen rekomendacji YouTube publikując filmy często i wykorzystując clickbaitowe techniki: duża część treści publikowanych przez firmę jest nieprawdziwa lub sprzeczna z naukowymi faktami lecz wykorzystuje chwytliwe tytuły zachęcające do kliknięcia.

## Marki

### Najpopularniejsze marki[7]
- 5-Minute Crafts
- Baby Zoo Polska
- BRIGHT SIDE (Jasna Strona)
- 5-Minute Crafts Kids
- 5-Minute Crafts Girly
- 7-Second Riddles
- 5-Minute Magic

### Polskojęzyczne kanały na Youtube
- 123 GO! Polish – śmieszne sytuacje, porady i żarty
- 123 GO! GOLD Polish – jak wyżej w formie kompilacji
- 123 GO LIKE! Polish –  jak wyżej w formie kompilacji
- 123 GO! SCHOOL Polish –  jak wyżej z przeznaczeniem dla uczniów szkół
- 123 GO! BOYS Polish – jak wyżej z przeznaczeniem dla chłopaków
- 123 GO! FOOD Polish – jak wyżej z zawartości dotyczącą tylko jedzenia
- 123 GO! CHALLENGE Polish – śmieszne wyzwania
- 5-minutowe Sztuczki – porady i triki – tzw. lifehacki
- 5-minutowe sztuczki dla nastki – jak wyżej z przeznaczeniem dla nastolatków
- 5-minutowe sztuczki dla dziewczyn – jak wyżej z przeznaczeniem dla kobiet
- 5-minutowe Rozrywki – jak wyżej z przeznaczeniem dla dzieci
- FAJNE SZTUCZKI
- Gryzmołki Małe – śmieszne filmiki z animacjami na przedmiotach codziennego użytku
- Czas na przerwę! – śmieszne sytuacje
- NA100LATKI – żarty i śmieszne sytuacje z nastolatkami w animowanej odsłonie
- Jasna Strona – ciekawostki, porady i zagwozdki
- SPRYTNY SZLAM SAM – DIY i porady dla dzieci
- PRAWDZIWE HISTORIE – kanał obecnie pusty, wcześniej zawierał filmy story-time

## Kontrowersje

### Dotyczące propagandy politycznej
Przedsiębiorstwo na swoich kanałach pośród zawartości typowo rozrywkowej publikuje od czasu do czasu są krótkie filmiki o historii, które szybko są usuwane z konta. przedsiębiorstwo zostało również oskarżone o wpływanie na wynik wyborów w Stanach Zjednoczonych poprzez publikację fake newsów.  Wiele z tych filmów jest jawnie prorosyjskich Jednym z kontrowersyjnych materiałów był film o tym, które państwa nie przetrwają w ciągu najbliższych 20 lat, gdzie jednym z wymienionych państw były Stany Zjednoczone; Film zawierał informacje bez podstaw źródłowych czy naukowych, za to zyskał miliony polubień i ogromny zasięg nie tylko w USA, ale również w Europie i na obszarze postsowieckim.  Innym przykładem jest film z 17 lutego 2019 opublikowany na kanale SMART BANANA, gdzie z treści można dowiedzieć się, że Ukraina jest częścią Rosji. (materiał ten został usunięty). Dodatkowo przedstawiono, że w 1957 ówczesny przywódca Związku Radzieckiego Nikita Chruszczow podarował Alaskę Stanom Zjednoczonym oraz wybielono okres rządów Józefa Stalina. Jak przyznaje samo przedsiębiorstwo w oświadczeniu na stronie firmowej, materiały mogą zawierać nieprawdziwe informacje jednak brak jest takich oznaczeń w publikowanych filmach.

### Dotyczące publikowanych treści
Typ treści publikowany na kanałach TSP spotyka się z krytyką jako mało wartościowe lub wręcz szkodliwe czy też treści są nieprawdziwe, jak w przypadku 5 Minutes Crafts (5-Minutowe Sztuczki).